# Zastava Fidžija
Zastava Fidžija je prihvaćena 10. listopada, 1970. Trenutna verzija zastave je vrlo slična zastavi iz vremena kolonijalizma, koja se koristila prije proglašenja nezavisnosti. Dok neki reformisti zahtijevaju otklanjenje Zastave unije, mnogi se tome odupiru zbog povijesnog kontinuiteta. 30. studenog 2005. podnesen je zahtjev da se na zastavu vrati puni grb Fidžija, zajedno s malim kanuom i nacionalnim geslom Rerevaka na kalou ka doka na tui (Plaši se Boga i poštuj kraljicu). To su znakovi koji su bili na originalnoj zastavi Kraljevstva Viti, prve ujedinjene Fidžijske države, koju je osnovao Seru Epenisa Cakobau 1871. godine.

## Zastave Fidžija
- Trgovačka zastava
- Zastava vlade
- Pomorska zastava
- Zastava civilnog zrakoplovstva

## Vanjske poveznice
- Flags of the World